# 国民新党
国民新党（こくみんしんとう、英語: People's New Party）は、かつて存在した日本の政党。略称は国民、PNP。
党の理念としては郵政民営化の見直しを通じて市場原理主義に反対し、公共投資を積極的に推進することによって地域間格差を是正し、安心安全で活力のある社会の実現を図るとしていた。また、外国人参政権や選択的夫婦別姓などの政策に反対し、日本の伝統文化を守る保守政党であると標榜していた。
2005年8月に、自由民主党の綿貫民輔、亀井静香ら郵政民営化に反対する「郵政事業懇談会」所属の国会議員が離党して結成した。
2009年9月から2010年5月30日まで、民主党と社会民主党と共に民社国連立政権を、その後2012年12月26日までは民主党と民国連立政権を組み、この3年3ヶ月のあいだ与党だった。

## 党史

### 結党
2005年8月17日、郵政民営化関連法案に反対した自民党と民主党の議員によって、元衆議院議長の綿貫民輔らを中心に結党された。また、民主党に所属していた田村秀昭が結党に参加し、政党要件である国会議員5人で発足させ、衆院選でのポスター枚数の増加、政見放送や重複立候補を確保した。副代表兼政策委員長にエコノミストの紺谷典子が就任した（2006年10月に辞任。しかし、街頭演説にはその後も時おり顔を出していた）。政治資金規正法第6条第1項に基づく総務大臣への政治団体の届出日は8月19日。
8月23日、津島恭一が入党。8月24日、国民新党の国会議員が6人であったが、新党日本の国会議員が4人であったため、反郵政民営化という立場で友好的に考えていた国民新党は新党日本の政党要件を満たす為に、国民新党結党メンバーの一人である長谷川憲正参議院議員を期間限定で新党日本に転籍させ、総選挙後の9月12日に国民新党へ復党させた。このことはレンタル移籍だと批判を浴びた。

### 初の総選挙
9月11日の第44回衆議院議員総選挙では、比例区は新党日本と比例ブロックで重複しないように全11ブロック中、東北・北陸信越・中国・九州の4ブロックのみで候補者を擁立した（しかし、国民新党側に不満はあった）。この選挙は小泉劇場とも呼ばれ、自民党は郵政民営化に反対した議員へ次々と刺客候補を送り込んだ。特に亀井静香の広島6区には知名度抜群のライブドア社長・堀江貴文が送り込まれ、亀井との死闘は大きな注目を集めた。
結果としては小選挙区の当選者は2人（亀井静香、綿貫民輔）であった。一方亀井久興、津島恭一は自民党の刺客候補に苦杯をなめた（亀井久興は比例復活）。比例区では反郵政民営化勢力の受け皿となって2人が当選し、計4議席を獲得した。この選挙で、国民新党から唯一初当選した糸川正晃は綿貫チルドレンと呼ばれた。
総選挙後は、衆参両院で新党日本と統一会派を組む。衆議院では無所属の野呂田芳成も会派に加わり「国民新党・日本・無所属の会」を、参議院では「国民新党・新党日本の会」を結成した。だが、2006年9月、新党日本幹事長の荒井広幸参議院議員が、首相指名選挙で国民新党代表の綿貫ではなく、旧知の仲であった自民党の安倍晋三総裁に投票した。この行為に国民新党側は激怒し、田中康夫新党日本代表に荒井の処分を求めたが断られたため、新党日本との統一会派を解消した。
その後綿貫は新党日本に対して、「最初は国民新党と兄弟みたいな形でスタートしたが、途中から私たちは絶縁しました。だから今は一切、関係ありません。党首討論で田中代表が来ても、あいさつもしません。知らん顔してます。」「ライバルというより敵（かたき）」と辛辣に批判した。

### 初の統一地方選挙
2007年4月、国民新党にとって初めて挑んだ第16回統一地方選挙では、秋田県議会や東京都練馬区・中野区・愛知県日進市で公認候補（県議1名・市区町村議3名）を当選させた。

### 第21回参議院議員選挙前後の動き
その後民主党や社民党との連携を深め、2007年統一地方選挙や、参議院福島県・沖縄県選挙区補欠選挙、2007年第21回参議院議員通常選挙、では民主党と候補を推薦しあった。さらに衆議院で、沖縄の地域政党そうぞうと統一会派（院内会派）「国民新党・そうぞう・無所属の会」を結成し、参院選で自・公が過半数割れした場合のキャスティング・ボートを握ろうとしていた。そのため綿貫は、安倍内閣発足時に安倍が主張する政策を他の野党が一斉に批判した際に、「お手並み拝見ですな」と発言したり、2007年4月に安倍が靖国神社に総理大臣名で供物を送った際にも強く批判する他の野党に対して、「新しい参拝方式だ。良いと思う」と評価した。また、2007年6月の民主党パーティーで、わざわざ挨拶に立ちながら「民主党は全く緊張感がない」と批判した。
第21回参議院選挙に向け、国民新党は札幌市中央区に北海道支部を開設し、伊東秀子元衆院議員を比例区の候補者として擁立した。また、衆議院で統一会派を組むそうぞうと比例票を伸ばすことを期待して選挙協力を進め、5月に比例区を統一名簿で臨むことで合意。そうぞう代表代行の沖縄県議会議員・呉屋宏を比例区に擁立した。6月28日には、ペルーの元大統領アルベルト・フジモリを比例区で擁立すると発表した。ただし、フジモリは国民新党側が期待していた東京都選挙区からの立候補を固辞して比例区からの出馬となり、さらにチリで刑事訴追されて軟禁中のため、日本での選挙活動ができないという大きな制約も付いた。
国民新党は当初、自民党との連携にも含みを持たせていたものの安倍が郵政民営化の見直しを否定したこと、安倍内閣のスキャンダルが相次いだことなどから可能性は消えた。綿貫は、公示前日の7月11日に地元である富山県選挙区で、民主党が擁立した無所属候補である森田高の推薦に踏み切り、野党路線へのシフトを決定づけた。また、竹下王国・青木王国とも呼ばれる島根県選挙区では、亀井久興の長女である亀井亜紀子を党公認として擁立し、民主党推薦・社民党島根県連支持を取り付けたことで、野党間選挙協力の象徴的な選挙区となった。自党候補を立てない選挙区では、ほとんどの選挙区で民主党または民主党系候補を推薦。逆に島根の亀井亜紀子と群馬県選挙区の福田晃治は国民新党の公認候補に民主党が推薦をして支援する形になった。一方、東京や大阪などの都市部では積極的に独自候補の擁立を行った。
結果、島根の亀井亜紀子は自民党の現職・景山俊太郎を抑えて当選し、国民新党は選挙区で議席を獲得した。島根県内に広がる分厚い自民党支持層を切り崩しての当選は大きく注目された。しかし、群馬の福田は自民党現職の山本一太に大差で敗れ、落選。現職では唯一の立候補者だった（比例区の田村秀昭は不出馬・政界引退）大分県選挙区の後藤博子は野党系候補の乱立の中で沈んだ。また都市部の公認候補者は、大阪府選挙区の白石純子が社民党候補を上回る約16万票（定数3で5位）、フジモリに代わって直前に東京都選挙区から立候補した中村慶一郎が約15万票（定数5で9位）を獲得したが、他の候補も含めて全員が法定得票数に届かずに落選した。
一方、郵政選挙の落選組の元国会議員を中心に候補を擁立した比例区では126万9209票（得票率2.15%）を得たが、獲得議席数は1議席と事前の予想より伸び悩んだ。元郵政大臣で前衆院議員の自見庄三郎が当選したが、他の元国会議員（青山丘、津島恭一、小林興起、宮本一三、熊代昭彦、伊東秀子、坪井一宇）やフジモリ、呉屋などは全員落選した。
この選挙では民主党が大勝して参議院で単独過半数に迫り、自民党と公明党の与党側は過半数を大きく割り込んだ。そのためキャスティング・ボートは握れなかったが、国民新党としては善戦したといえる。しかも、民主党は参議院で単独過半数を得ておらず、国民新党の協力なしに単独で与党と戦うことは難しい状態であり、国民新党の存在感を無視することはできなくなった（参議院で民主党のアフガニスタン復興支援特別措置法案が国民新党の賛成によって僅差で可決された）。

### 民主党との参議院統一会派結成
第168臨時国会召集後、民主党より野党が過半数を占める参議院における安定を図るため統一会派の結成を打診されていたが、郵政民営化見直しに関する政策協定が難航したことに加え、代表代行の亀井静香が消極的な姿勢を取ったことから結成は見送られた。しかし、10月16日に一転して両党が郵政民営化見直し法案を参議院に共同提出することで合意が成立。これに伴い、参議院では10月23日付で民主党との統一会派を結成した。しかし、統一会派結成後も過半数を僅かに下回るため、他の野党や無所属議員との連携が引き続き求められる状況が続いている。なお、国民新党の会派参加後も会派の名称は変更されず「民主党・新緑風会・日本」のままであったが、国民新党側が同党に配慮した名称への変更を求めた結果、第169通常国会より「民主党・新緑風会・国民新・日本」に名称が変更された。
こうして統一会派を結成したものの、元から会派結成に消極的だった綿貫代表や亀井静香代表代行からは、民主党が参議院において郵政民営化見直し法案の国会審議入りに取り組む姿勢が見られないと苦言が呈され、両名は「早期の法案審議入りが実現しない場合は会派離脱も有り得る」としていた。その結果、法案は参議院総務委員会で審議され、12月12日の本会議において野党の賛成多数で可決したが、衆議院では与党の反対により審議が行われないまま「棚晒し」状態が続いた後に第170臨時国会で2008年12月11日に採決が行われ、自民党・公明党の反対多数で否決された。
また、道路特定財源の一般財源化及びガソリン税の暫定税率廃止問題では民主党がいずれも賛成の立場で党内意見の集約を進めているのに対し、国民新党では特に一般財源化についての反対意見が優勢となっているのを始め、2008年3月には民主党が不同意を繰り返して空席となった日本銀行総裁人事について「中央銀行トップの空白は好ましくない」として同意しており、統一会派を組んでいる民主党と異なる対応を取る場面も見受けられた。
6月5日、国民新党は日本銀行審議委員に池尾和人・慶應義塾大学教授を起用する人事案について、池尾は郵政民営化に賛成した人物であり同意出来ないとして不同意を民主党に働き掛けていたが、民主党が人事案への同意を決めたことに強く反発し、統一会派を離脱する可能性を示唆したが採決は延期され、統一会派の解消は見送られた。
9月13日、統一会派を組んでいた「そうぞう」の下地幹郎顧問（前代表）が「そうぞう」を離党し入党。また、9月19日には新党大地と統一会派を結成し鈴木宗男が会派入り、衆議院における会派名を「国民新党・大地・無所属の会」に変更した。

### 第45回衆議院議員選挙前後の動き

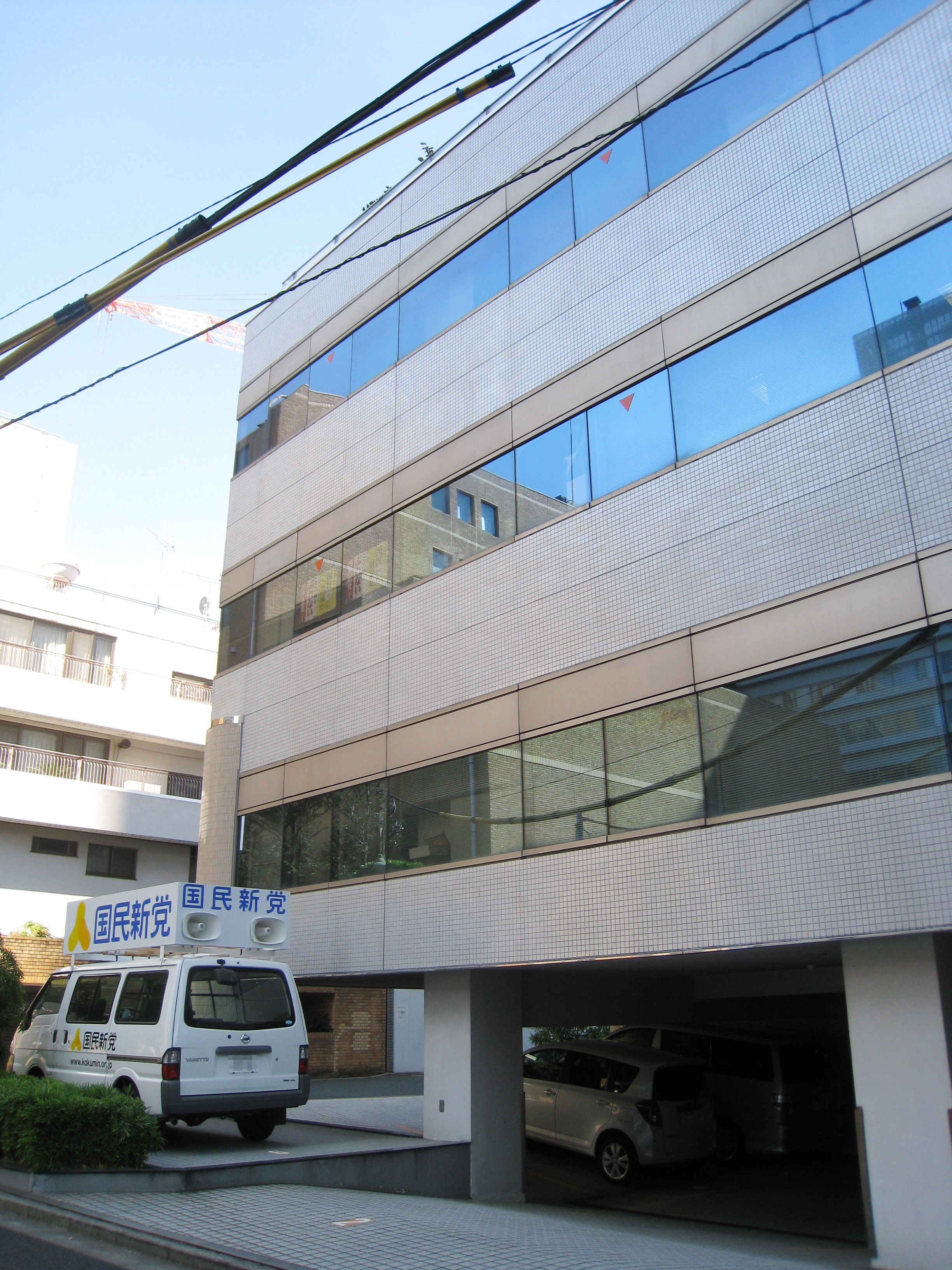
本部が置かれていた平河町コハセビル（現YUKEN平河町ビル）

2008年の第169通常国会閉会後、国民新党の公約である「郵政民営化の見直し」を民主党がマニフェストに反映させることで合意が成立。これに関連する形で民主党代表・小沢一郎からは次回総選挙において政権交代を実現する為の勢力結集を目的とする民国合併構想が提案された。しかし、2004年参議院比例区に自民党公認で当選した長谷川憲正が早くとも2010年の改選まで国会議員のまま民主党に入党することが出来ないことを始め、複数の課題で合意が見出せず、党内では亀井静香代表代行を中心とする合併賛成派と、亀井久興幹事長を中心とする反対派で意見の隔たりが解消されず、最終的に合併を断念した。
9月26日、国民新党所属議員のうち民主党との合併賛成派であった糸川正晃と下地幹郎が主に後援会組織の意向を理由として、民主党移籍を希望している事が代表の綿貫を通じて民主党側に伝えられ、2名の移籍について両党で引き続き協議。その結果、糸川は衆議院解散後に国民新党を離党して民主党に入党、下地は国民新党に留まり民主党が推薦することで合意が成立。この合意に基づき、糸川は2009年7月21日の衆議院解散を以て民主党へ移籍した。その一方、2008年12月には前年の参議院選挙において綿貫の地盤である富山県で無所属の野党統一候補として当選した森田高が入党した。

### 連立政権

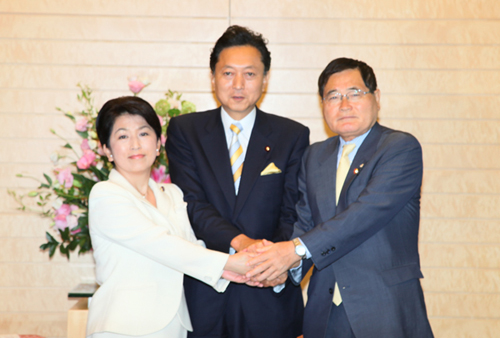
2009年9月16日、鳩山由紀夫内閣発足時に内閣総理大臣官邸にて鳩山由紀夫内閣総理大臣（民主党代表）（中央）、福島瑞穂社会民主党党首（左）と亀井

2009年8月30日の第45回衆議院議員総選挙では、元職の松下忠洋が返り咲きを果たすなど選挙区で3人の当選を果たすものの、党代表の綿貫民輔、幹事長の亀井久興が落選し、比例当選議員は0人であった。選挙前の4議席を維持できず、3議席にとどまった。これに伴い、綿貫、亀井久興はそれぞれ代表、幹事長を辞任し、それぞれ最高顧問、顧問に、代表代行の亀井静香が代表に昇格。9月9日に両院議員総会を開き、政策審議会長であった自見が幹事長に就任。また、下地が政審会長及び糸川の民主党移籍で空席となっていた国会対策委員長を兼務することが決定された。この総選挙では、民主党が圧勝し、国民新党は、社民党と共に政策合意に基づく連立政権（民社国連立政権）に参加することになった。鳩山内閣（9月16日発足）において、代表の亀井静香（内閣府特命担当大臣（金融）・郵政民営化担当大臣）の入閣が決定。また、経済産業副大臣に松下忠洋が就任した。
民社国連立政権により所謂「国鉄改革1047名問題」に関して新たな解決策が模索された。与党3党及び公明党は2010年4月9日「国鉄改革1047名問題の人道的観点からの解決案」を政府に要請した。同日、前原誠司国土交通大臣は、当該解決案を受け入れると表明した。
衆議院では、第172特別国会より新党大地が民主党・無所属クラブへ会派を移ったことに伴い、単独会派「国民新党」として亀井静香・松下・下地の3名で活動している。しかし同年11月、亀井代表は民主党圧勝で低下した与党内での発言力を確保するため、かつて綿貫代表と対立していた新党日本の田中代表に合併を提案。結果的に、新党日本とは統一会派の再結成で合意し、2010年6月8日に新党日本と統一会派「国民新党・新党日本」を結成した。

### 第22回参議院議員選挙前後の動き

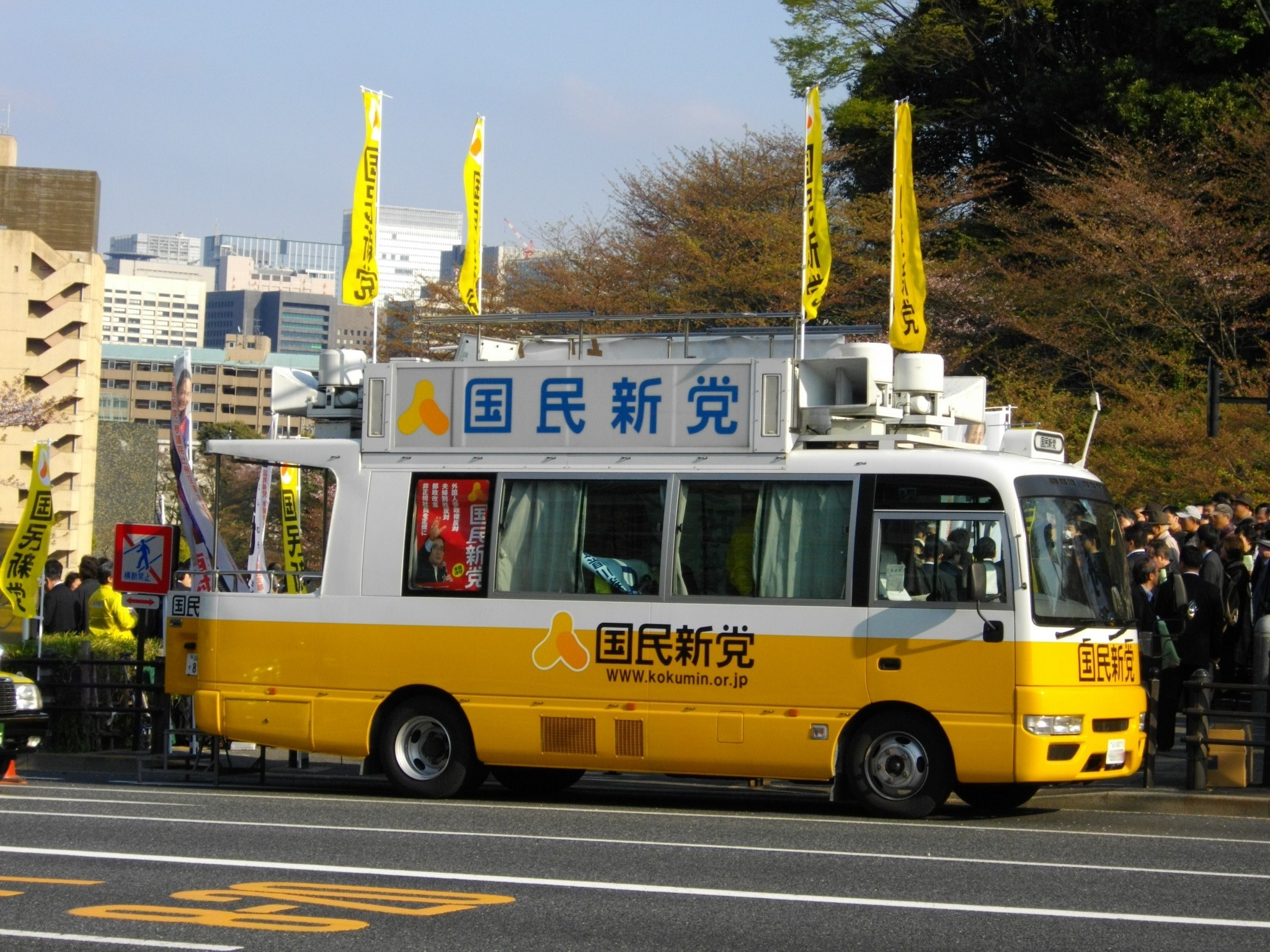
国民新党の街宣車

2010年6月8日、社民党の連立離脱に伴い鳩山首相が辞任した後を受けて菅直人が首相となり、新内閣が発足したのと同日に田中が民主党・無所属クラブを離脱。衆議院で国民新党と4年ぶりに統一会派「国民新党・新党日本」を結成した。
2010年2月24日に発表した次期参院選向けのポスターでは、『外国人参政権反対』『選択的夫婦別姓制度反対』など保守色を前面に押し出し、「本格保守」を旗印にした。これは実質上、国民新党が民主党の党内左派ににらみを利かせる役割を担う事を打ち出した政策であった。
2010年6月8日に菅内閣が発足し、引き続き亀井代表が入閣した。しかし、国会の会期を延長しなければ、郵政民営化の見直しを柱とする郵政改革法案は成立させることができない状況であった。郵政改革法案成立を最重要課題に位置づけていた亀井は、国会延長を主張。一方、鳩山・小沢体制を刷新して支持率を回復させた菅は、人気の高いうちに参院選に突入したいとの思惑から、参院選期日を従来どおりにした。菅内閣に反発した亀井は抗議のため、郵政改革・金融相を辞任する道を選んだ。一方で民主党との連立政権は維持し、後任には自見幹事長が入閣した。結果的には、参院選後の臨時国会に郵政改革法案を最優先課題とする確認書がとり交わされた。しかし、その数日後に菅直人首相が消費税の引き上げを表明。亀井代表は「民主党が消費税引き上げを決めた場合は連立を離脱する」「国民が生活に苦しんでいるときに、増税路線に走るのはナンセンスだ」と発言した。
2010年7月11日投開票の第22回参議院議員通常選挙では、比例区に現職であり全国郵便局長会の組織内候補である長谷川憲正、元民主党参院議員の江本孟紀、元衆院議員の宮本一三などを擁立。選挙区ではほとんどで民主党や社民党候補を推薦し、独自候補は東京、福岡に絞って選挙戦に臨んだ。しかし、比例区、選挙区ともに議席を獲得できず、大敗した。比例区では100万票を超えたものの、たちあがれ日本や新党改革などの新党が乱立したこともあり議席獲得には至らなかった。また、この参院選の比例区で2%以上の得票を満たさなかったことで、次回衆院選または2013年参院選で得票率2%を下回り、なおかつ所属国会議員が5人未満になれば、国民新党は政党助成法上の政党要件を失うこととなった。また、この選挙における長谷川憲正の得票数は40万6587票であった。これは全体の8位(1〜7位は公明党候補)であり、全国郵便局長会の必死の選挙戦であった事と、その集票力を見せつけた。しかし、40万票余りを得たにもかかわらず、国民新党が議席を獲得できずに長谷川が落選した事を受けて、全国郵便局長会は国民新党への支援を見直すこととなり、これが国民新党の党勢衰退へ拍車をかけることとなった。
7月14日、党の独自性を発揮するため、参議院での民主党との統一会派を解消することを発表した。連立政権には引き続きとどまる意向。その後、社民党に対して衆参両院で統一会派の結成を呼び掛けたが断られ、代わりに政策協議を行うことで合意した。

### 参議院議員選挙敗北によるキャスティングボート喪失
2010年の参議院議員選挙では連立与党の過半数維持のため、民主党と合わせて56議席の獲得を目指したが、国民新党は選挙区・比例区ともに0という結果に終わり、民主党も44議席しか獲得できず、連立与党は参議院の過半数を失った。このことによって、2007年の参議院議員選挙以来国民新党が持ち続けた参議院におけるキャスティングボートも失われることになった。
参院選後も連立与党に留まったものの、民主党内では参院選前から、公明党やこの選挙で躍進したみんなの党への連立組み替え論が囁かれており、選挙前にもかかわらず民主党枝野幸男幹事長から「（みんなの党とは）行政改革などかなりの部分、一致している。政策的判断としては一緒にやっていただけると思う」と民・み連立への期待をうかがわせる発言があった。これに対し、下地幹郎幹事長が「みんなの党が郵政改革法案に賛成でないのは確かで、最優先で成立させると言ってきたことを不透明にするのか」と不快感を示した。しかし、国民新党の影響力の低下は避けられない厳しい情勢となった。

### 第17回統一地方選挙前後の動き
2011年3月11日の東北地方太平洋沖地震（東日本大震災）発生時には統一会派を組む新党日本と共同で「東北地方太平洋沖地震対策本部」を設置して震災対策にあたった。また、物資面の被災地支援も新党日本と共同でおこなった。
第17回統一地方選挙では選挙戦直前の4月1日深夜に、民主党が郵政改革法案を審議する衆院特別委員会の設置を拒否したことへの「報復措置」として、民主党の統一地方選挙候補者683人のうち385人の推薦を取り消した。この措置に民主党は猛反発し、連立与党内に深刻な亀裂が走った。一方で国民新党は5名を公認したが、結果はプロレスラーの西村修のみの当選に止まった。与党が統一地方選挙で敗北しさらに勢いを増した菅直人首相への退陣要求には否定的で、菅首相の下で復興基本法案や補正予算を成立させるべきと主張していた。6月2日に菅内閣不信任決議案が採決された際にも全議員が反対票を投じた。
6月27日、亀井代表が菅第2次改造内閣の内閣総理大臣補佐官（内閣の重要政策全般担当）に就任した。事前に菅首相からは副総理への就任を打診されていたが、閣内には入らず補佐官として閣外から支えることとなった。しかし、菅首相の退陣に伴いわずか2ヵ月で退任した。
9月2日に発足した野田内閣についても連立は維持していたが、菅前政権から引き継いで野田佳彦総理が推し進めるTPPについては強固に反対していた。また、東日本大震災を受けた復興増税についても反対していた。
10月19日には、民主党を離党した中島正純が入党した。

### 石原新党構想
2011年12月8日、亀井代表・下地幹事長が国民新党を解党し新党結成を目指す考えを表明したが、12月14日の議員総会で新党構想を森田副幹事長が批判（ただし亀井亜紀子が新党構想ではなく郵政法案の扱いによる批判であったとブログで説明している）。2012年1月25日、亀井代表が石原慎太郎東京都知事、たちあがれ日本の平沼赳夫代表らと共に3月中にも新党を結成するとの報道が流れた。この新党構想は石原を代表とするもので、国民新党とたちあがれ日本の参加を前提としていた。2月7日、亀井代表は党所属国会議員や綿貫最高顧問らに新党構想を説明し、党としての参加への理解を求めた。しかし、後述の党内分裂により新党構想は頓挫することとなる。

### 三党合意と党分裂
2012年3月29日、亀井代表が民主党野田政権の目指す社会保障・税一体改革法案が連立政権合意に反しているとして反発し連立離脱を表明したが、下地幹郎幹事長や自見金融・郵政改革担当大臣ら6人が最優先にすべき郵政改革法案を成立させるために連立維持を表明し、党内は分裂状態に陥った。3月30日に自見大臣が社会保障・税一体改革法案に署名した後に「国民新党副代表として署名した」と発言した。
4月5日、参議院予算委員会で山本一太参議院議員（自民党）が自見金融・郵政改革担当大臣に「あなたは与党なんですか、野党なんですか」と質問したのに対し、自見大臣は「政権与党でございます」と答弁し、山本議員の「あなたの党の代表は誰なんですか」との質問に対して自見大臣は「亀井静香衆議院議員でございます」と答弁したが、山本議員は「国民新党が与党か野党かも分からない状況だったら、自民党はあなたが来るような委員会の審議には応じません」と批判。同日夜、下地ら連立維持派6人で議員総会を開き、亀井代表及び亀井亜紀子政調会長を解任し、代表、政調会長にそれぞれ自見金融・郵政改革担当大臣、浜田和幸副幹事長を選出したと発表した。これに対し、亀井代表と亀井政調会長は、議員総会を召集する権限は代表にあり、代表が招集していない議員総会による解任は無効であると主張し、亀井政調会長は「クーデターだ」と批判した。
結果としては、国民新党は連立政権に残ることになるが、連立与党の代表が連立離脱を表明したにも関わらず、連立を維持するという過去に前例のない極めて異例な事態となった。この解任騒動は総会招集の権限や代表選出の明確な規定が欠缺しているなど、党則不備に原因があるとされた。
一連の騒動について、同党顧問の綿貫民輔が「私が作った政党で内輪もめをしている。情けないことだ…」と苦言を呈するなど、党関係者からも批判的な発言がなされている。また、同党所属の文京区議会議員の西村修は、亀井についていくのか質問され「もちろん 地獄のはてまで」と回答するなど、亀井支持を鮮明にした。

### 自見体制へ

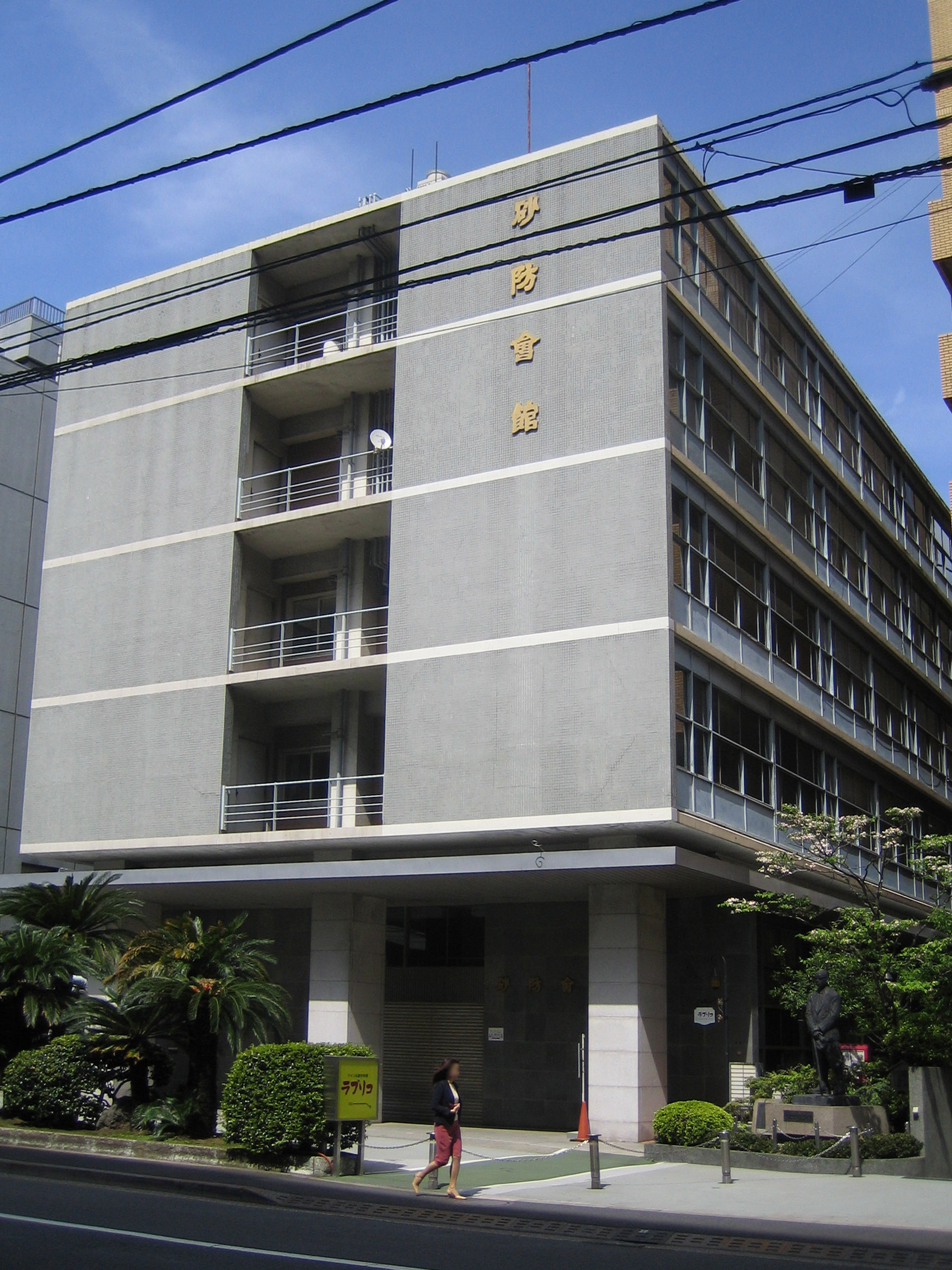
自見庄三郎代表時代に本部が置かれた砂防会館本館

4月6日午前、議員総会を開いた連立維持派は政治資金規正法に基づき党代表を変更する役員変更届を東京都選挙管理委員会を通じて総務省に提出し、受理された。自見代表は首相官邸で野田首相と会談し、連立継続を確認する合意書を交わしたが、前回と異なり消費税に関する言葉は無くなった。夕方に亀井静香、亀井亜紀子は離党した。
亀井静香代表と「日本再興に向けての理念を共有する」として連携し衆議院で統一会派を組んでいた新党日本は、亀井が離党したため同日をもって国民新党との統一会派を解消した。
また4月下旬、関連して党HP役員表が更新され、結党メンバーであった綿貫民輔最高顧問と亀井久興顧問の名前がなくなり、国民新党から離党したことがわかった。これで結党メンバーで党に残ったのは長谷川憲正のみとなった。
2012年5月30日、議員総会で綱領を決定した。教育立国を日本の再起動の原動力として5つの原則「次世代主義」「格差是正」「自主憲法」「日本の伝統文化」「東日本大震災からの復興」10カ条の指針「次世代民主主義を実現する」「自主憲法を制定する」「格差社会を是正する」「地方分権を推進する」「国家財政を健全化する」「社会保障制度を充実させる」「国民と一体化した新たな郵政事業を興す」「災害復興と強い国土造りを成し遂げる」「資源の確保と経済成長を実現する」「自主的な外交・防衛・通商戦略を確立する」を発表した。政党の綱領は一般に理念を掲げることが多い中、亀井らの離党により埋没感が強いこともあり、具体的な政策を綱領に盛り込む形となった。また併せて分裂騒動の発端となった議員総会の権能・代表(役員)の選任・解任について党則、規約に明文規定がないことからこれらも定められた。
6月10日に投票が行われた沖縄県議会議員選挙では元職の呉屋宏が返り咲きを果たし、沖縄県議会における国民新党の議席を確保した。
6月、衆議院の会派に平山泰朗が入会。会派名が「国民新党・無所属会」となる。
9月10日、副代表の松下忠洋が自宅マンションにおいて自殺した。現職国務大臣の自殺は、日本国憲法下において2例目。なお、松下が亡くなったために空席となった国民新党閣僚ポストである内閣府特命担当大臣（金融担当）は、財務大臣の安住淳が代理を務めることとなった。
10月、衆議院で会派入りしていた平山泰朗が正式に入党。これにともない衆議院の会派名が「国民新党」になる。また1日、野田第3次改造内閣が発足し、国民新党枠として下地幹郎が内閣府特命担当大臣（防災）・郵政改革担当として初入閣する。下地幹郎は党幹事長も兼務すると表明。閣僚が党の幹事長を兼ねるのは異例。今改造で首相は自見代表の再登板を打診したが、金融相の兼務が調整出来ず、このままでは格落ちになると判断し、国民新党側が下地の入閣を打診。差し替えとなった。
2012年10月18日、衆議院・参議院ともに同じ与党を構成する民主党と統一会派を結成することで、自見と民主党代表で内閣総理大臣の野田佳彦が合意し、衆議院・参議院ともに民主党会派へ合流することになった。この合意は、衆議院における与党での単独過半数割れ、参議院における第1会派陥落を防ぐためとされた。従って、衆議院では「民主党・無所属クラブ・国民新党」、参議院では「民主党・新緑風会・国民新党」の会派名称となった。
2012年10月28日、松下忠洋の死去に伴って施行された衆議院鹿児島県第3区の補欠選挙で、国民新党が公認した野間健は自由民主党が公認した宮路和明に及ばず落選し、代表が自見に代わった新体制後の初陣となった選挙で敗北した。

### 第46回衆議院議員選挙前後の動き
2012年11月26日、平山泰朗が離党届を提出した。
第46回衆議院議員総選挙に向けた国民新党の公認候補はわずか3名(前回は18名)であり、新人候補は鹿児島3区の野間健のみ。比例では九州ブロックのみの擁立で党関係者の地盤以外での候補者擁立はならず、組織の弱体化、党の衰退を印象付けた。
12月16日、与党として初の総選挙である第46回衆議院議員総選挙が投開票された。国民新党の当選者は野間健のみで、現職の下地幹郎郵政・防災担当相と環境大臣政務官の中島正純は落選した。連立を組む民主党も57議席しか獲得できず、与党は大敗し3年3か月ぶりに野党に転落した。国民新党は所属国会議員が5人を下回ったため、公職選挙法で定められた政党要件を失った。
12月17日、参議院での民主党との統一会派「民主党・新緑風会・国民新党」からの離脱を表明。同日に新会派「国民新党」を結成した。一方、衆議院においては議席数が1であり、会派成立要件を満たさなくなったため「国民新党」という会派はなくなった。

### 解党
党是であった郵政民営化見直しが、完全民営化路線を転換する改正郵政民営化法が2012年4月27日に成立したことで達成されたため、下地幹郎は自見代表と会談して解党を促し、幹事長の辞表を提出した。自見は解党について「検討する」と応じ、「19日の議員総会で党の方向性を決める。継続という話も、解党という話もあるだろう」と述べた。
2013年1月9日に議員総会が行われたが解党の是非をめぐり、解党を主張する森田高代表代行、下地前幹事長と、存続を主張する浜田和幸幹事長、衆議院議員に当選したばかりの野間健とに意見が分かれて紛糾。自見代表は結論を先送りとしたが、森田は「16日に予定される次回総会までに結論が出なければ離党届を提出する」と強硬な意思を示した。
1月10日、解党への動きが本格化してきた折に、日本維新の会の片山虎之助から、統一会派結成を打診されたが、代表の自見はこれを断った。
1月16日、森田高代表代行が離党届を提出しその場で受理された。
2月21日、自見代表が自民党の河村建夫選挙対策委員長と会談し、『国民新党を自民党に吸収合併させること』および自身の自民党への復党を要請した。これに対し下地前幹事長は「有権者の理解が得られない」と反発し、翌22日に離党届を提出した。
2月24日、自民党は国民新党の合流や復党に応じない方針を固めた。自民党内では当時参議院で与党が過半数に届かない状態であったことから党内の一部には合流を容認する動きもあったが、石破茂幹事長が反対姿勢を打ち出し、党内を調整していた。
2月27日、野間健と浜田和幸が離党を表明。3月6日に野間と浜田の2名で議員総会を開き（この時点では総務省などに正式に届け出しておらず、両者は党籍が残っていた）、自民党復党を目指す自見に対し、早期の解党を求めることを決議した。
3月8日、自民党の石破幹事長が復党を拒否する考えを正式に自見に通告した。また、同日には浜田が離党を撤回した。
3月21日、自見が一人で議員総会を開き、解党を決定した。自見は記者会見で「主たる目的の郵政民営化法見直しが達成できたので解党する」と述べ、自民党との合併を拒否されたことも「（解党の）一つの契機」と語った。一方、浜田は「自見氏一人の思いで公党をもてあそぶプロセスには納得がいかない」と反発した。翌22日に新藤義孝総務大臣に解党届を提出し、国民新党は7年半の歴史に幕を下ろした。同月27日、参議院の会派「国民新党」も解散した。
7月2日、第23回参院選に無所属での出馬を模索していた自見が正式に不出馬を表明。なお、元代表代行の森田高は2月時点で不出馬・政界引退を決めていた（浜田和幸は2016年改選）。なお、かつて国民新党の支持母体だった「全特」は自民党比例区に組織内候補として前会長の柘植芳文を擁立（当選）。また、JP労組は民主党比例区に定光克之を擁立（落選）。国民新党のかつての支持母体は郵政民営化以前に戻った。

## 政策
結党時は郵政民営化反対を最優先の公約として掲げた。日本郵政グループへ組織が再編された現在も、グループ企業の株式売却凍結と分社化に伴う窓口サービス低下を改善するための組織再編が必要であると強く主張し、連立政権でも郵政改革法案の早期成立を目指した。
国民新党の郵政改革法案取り下げを条件に完全民営化路線を転換する改正郵政民営化法が成立した。
憲法に関しては、もっと現実的なものにする必要があるとして、結党時より一貫して「自主憲法制定」を選挙公約に掲げていた。
安全保障に関しては自主憲法制定による国防軍の創設を掲げていた。
また、郵政や雇用の分野では社民党に近いスタンスで連携していた。第170臨時国会で、両党が小政党同士で連携することにより、テロ対策特別措置法延長法案や金融機能強化法改正案の審議における民主党の国会対応を牽制する動きも見られ、これを契機に両党の意見交換会が常設されていた。
この他、婚外子国籍訴訟を受けて提出された国籍法改正案の審議に際しては、新党日本と共に偽装認知を防止する観点より、DNA鑑定の義務付けを要求したものの、修正は行われず本会議では反対票を投じた。
経済政策では、30兆円の公共投資と10兆円の減税を、5年間継続する計200兆円の積極財政を唱えた。また、財源に無利子非課税国債を主張していた。
また、民国連立政権においては国民新党が金融担当相のポストを数年にわたって独占し、日本の金融政策の実権を国民新党が握ることとなった。
他には、特殊法人の全廃。支払猶予制度（モラトリアム）、「一村一祭運動」などが結党時には掲げられた。
この支払猶予制度はのちに亀井静香が金融担当相のポストに就いた際、中小企業金融円滑化法として実現されるに至った。
2010年（平成22年）の第22回参議院議員通常選挙においては本格保守を旗印に『外国人参政権反対』『選択的夫婦別姓制度反対』といった保守色を前面にした政策を掲げた。
これは、同法案を押す民主党の一部勢力への警戒の表れでもあり、
当時代表でもあった亀井静香も「国民新党が政権与党の一角として反対している限りはこの法案（外国人参政権付与、選択的夫婦別姓制度）は絶対に日の目を見ない」「吹けば飛ぶような小さな国民新党が、参院選で本当に飛んでなくなってしまったら民主党がやりたい放題できる。」といった発言を繰り返し、保守的立場からの民主党に対する牽制・歯止め役、としての国民新党の役割を訴えた。

### 2012年綱領
2012年（平成24年）5月30日に「教育立国」を前面に打ち出した国民新党綱領を発表した
この綱領においては
- 日本が真の独立国家となるためには「教育立国」を基盤とし、正義と道義を重んじる、世界から尊敬される国造りを追求せねばならない。
- 国民新党が目指す「教育立国」の要としては、国民の規範意識や愛国心を覚醒させ、国民一人一人が自らの国に誇りと自信を持つことによって、活気ある日本社会の礎(いしずえ)を盤石なものにすることにある。
- 国民一人一人が教育の機会を平等に保証されるよう必要な改革を進め、所得格差による教育格差・地域格差の固定化を打破する。
- 自主憲法の中で教育のあり方を抜本的に改める。義務教育を保育から高等教育まで拡大し、学ぶ意欲のある国民が広く教育を受けられる環境を整備するために、奨学金制度や留学制度等を飛躍的に充実させる。わが国が誇る伝統文化や歴史を学ぶ機会を増やす。
- 「思いやり」や「絆」が象徴するような、和の心や自然を尊ぶ精神を涵養し、国際社会の一員として責任ある役割を担う覚悟と協調性を育むことも教育の使命である。世界に貢献するグローバル人材の育成は国内の活性化と国益の最大化を達成する上でも大きな効果を生み出すことになる。

といった、「教育立国」を中心に据えた理念のもと、「日本再起動」の「5つの原則」「10カ条の指針」を明示する。とした。
- 5つの原則

1. 次世代主義
2. 格差是正
3. 自主憲法
4. 日本の伝統文化
5. 東日本大震災からの復興

- 10カ条の指針

1. 次世代民主主義を実現する
2. 自主憲法を制定する
3. 格差社会を是正する
4. 地方分権を推進する
5. 国家財政を健全化する
6. 社会保障制度を充実させる
7. 国民と一体化した新たな郵政事業を興す
8. 災害復興と強い国土造りを成し遂げる
9. 資源の確保と経済成長を実現する
10. 自主的な外交・防衛・通商戦略を確立する

2012年11月30日に第46回衆議院議員総選挙へ向け、「真の保守政治」・「日本再起動」・「教育立国」をスローガンに新政策を発表した。

### 国民新党の働きにより成立・阻止した法案
- 改正郵政民営化法:国民新党の提出していた郵政改革法案の取り下げの閣議決定を条件に、郵便、貯金、保険の三事業一体で被災地や過疎地も含めて金融ユニバーサルサービスを滞りなく行える形に再編する目的で、民主党、自民党、公明党が共同提出。国民新党を含め2012年4月27日賛成多数で可決した。これは完全郵政民営化路線・小泉路線からの転換であり、郵政見直しは、国民新党結党時からの党是・最重要政策であり、この法案の成立は国民新党にとってはかなりの意味をもった。民国連立政権では郵政民営化担当大臣のポストを亀井静香、自見庄三郎、松下忠洋、下地幹郎といった国民新党議員で独占した。
- 中小企業金融円滑化法:中小企業や住宅ローンの借り手が金融機関に返済負担の軽減を申し入れた際に、できる限り貸付条件の変更等を行うよう努めることなどを内容とする法律。2009年12月に約2年間の時限立法として施行。期限を迎えても中小企業の業況・資金繰りが依然として厳しいことから、2012年3月末まで延長された。亀井静香元金融担当相が唱え、成立させたことから亀井法とも呼ばれた。民国連立政権では亀井以降も自見庄三郎、松下忠洋といった国民新党議員が数年に渡り、金融担当相のポストを独占した。これにより、民国連立政権においては国民新党が日本の金融政策の実権を数年間握ることとなった。この金融担当相のポストに国民新党は固執する場面が多々あった。
- 永住外国人への地方参政権（選挙権）付与法案の阻止:政権交代後、民主党の鳩山由紀夫首相や当時の政権与党の民主党・社民党で永住外国人への地方参政権（選挙権）付与法案の国会提出を模索する動きがあった。（当時、民主・社民・国民新の連立与党で衆参両院の過半数を押さえており、法案通過も可能な状態であった）しかし、鳩山首相が同法案提出には与党合意が必要であると表明したことを受けて、亀井静香代表は「国民新党が賛成しないと逆立ちしても法案を出せない。首相は分かっている。今国会に提出できないことは間違いない」と述べ、民主党、社民党への牽制を行った[53]。この国民新党からの強烈な反対を受けて、鳩山首相も「連立与党のなかでまとまることが最低限必要だ。国民新党が強く反対しているので、簡単な話ではない」と述べ[54]、国民新党が事実上この法案の提出を阻止する役割を果たした。[要出典]これ以降も、民国連立政権において国民新党は同法案のストッパー的役割を担うことになった。しかし、亀井代表の離党後はこの方針は必ずしも明確ではなくなった。
- 民法の一部を改正する法律案の阻止:政権交代により成立した民社国連立政権を構成する民主党、社会民主党は選択的夫婦別姓制度の導入を柱とする民法の一部を改正する法律案の成立を政権公約として、第45回衆議院議員総選挙に臨んだ。この法律案には、当時の野党である公明党、日本共産党も支持しており、なおかつ自由民主党内でも賛成する議員も多かったが、国民新党は「家族の解体につながる」と主張し、断固として反対した[55]。この方針は、民国連立政権にも引き継がれ、民主党は第45回衆議院議員総選挙での選択的夫婦別姓制度の導入を行うとした公約を実現することはできなかった。

## 組織

### 党員
党員の多くはかつて郵政民営化に反対した自民党員であった。そのため大半の党員は選挙運動に慣れており、市民団体的な政治団体の党員とは性格が異なっていた。国民新党に入党届けを提出し、党員となると本人の希望によって国民新党支部を設立することができた。
ある意味で現在の自民党より（小泉内閣発足以前の）自民党らしい性格の政党であった。かつて長らく自民党への支持を掲げ「自民党の集票マシーン」と言われていた特定郵便局局長の多くが国民新党の支持であり、全国郵便局長会（旧全国特定郵便局長会/略称・全特）が党最大の支持基盤であった。この、全国郵便局長会の2009年の政権交代後初めて行われた総会には、当時の国民新党代表・亀井静香や党幹事長・自見庄三郎らが出席している。
さらに地方部における自民党離れも手伝ってか、党員数は25万人を超えていた。その数は民主党員の約4万2000人よりも格段に多く（※民主党は党員の他にも「サポーター」が約20万人いるが、その事を勘案しても民主党の党員・サポーターの合計数に勝る人数の党員がいたことになる）、党所属の議員が不在で支部が存在しない地域にも多くの党員がおり、党活動を行うことが可能になっていた。
そのため、長らく東京都などの都市部を中心に貼られている傾向にあった党のポスターが、ここ最近は候補者を擁立していない地方やかつて「自民王国」と呼ばれた農村部などでも急速に増加しており、党員や勝手連的な団体の参院選や衆院総選挙に向けた活動が見られるようになった。これは、地域の隅々まで張り巡らされた全特のネットワークが大きく関係していた。
特に地方組織の脆弱な民主党にとって、この全特のネットワークは重要であり、国政選挙はもちろん、地方選挙でも国民新党推薦の候補者を全特関係者がその広いつながりで支援し、大きな助けとなっていた。
郵政関係者からの大きな支持を受けて、2007年4月の統一地方選挙の重点公約では「郵政事業によるユニバーサルサービスの堅持」を一番に掲げていた。前述のとおり、国民新党の党員の多くはかつての自民党員であったことから、民主党の活動があまり見られない地域でも、小政党ながら自民党支持者との摩擦の少ない堂々とした活動を展開することができるとされた。
党員証は自民党のそれと同じく、ハガキの切り取り式（つまり紙製）であり、レイアウトもとてもよく似ていた。
2010年参院選の敗北による、全特との関係見直し、綿貫民輔、亀井静香、亀井久興、亀井亜紀子といった個人での支持組織を持つ国会議員経験者とその一派の離脱により、党の組織力はかなり弱体化した。

### 本部
かつては党本部を東京・平河町に構えていたが、亀井静香元代表が離党したのをきっかけに砂防会館本館3階に移転した。

### 支援団体
| カテゴリー | 団体 |
| ---------- | --- |
| 業界団体   | - 全国特定郵便局長会（全特）:特定郵便局局長により構成される党最大の支持母体。地域の隅々まで張り巡らされた全特のネットワークは地方組織の弱い民主党にとっても重要な団体であった。その後国民新党単独支持から、自民党や民主党も含めた多党支持へと路線を変更。2013年の参院選に組織内候補として前会長の柘植芳文を自民党比例に擁立し、自民党支持の色彩を強めた。 - 郵政政策研究会：全国特定郵便局長会（全特）のOBらで作る政治団体である。かつては自民党最大の支持母体であった大樹全国会議が、郵政解散後に国民新党支持のために結成した。郵政民営化見直し後、自民党支持へと戻っている。 - 徳洲会：医療法人徳洲会を中心とし、病院をはじめとして医療施設を経営する医療グループ。徳田虎雄と亀井静香元代表との個人的関係により、2010年参院選にて全国比例での国民新党の支援を行った。亀井離脱後は支持を打ち切った。 |
| 政治団体   | - 政党そうぞう：沖縄県を拠点とした地域政党。代表である下地幹郎が入党したことを受け、国民新党を支持。国民新党解党後の2013年参院選では大阪維新の会と政策協定を締結。そうぞう最高顧問の儀間光男を日本維新の会比例候補として擁立した。 |
| 宗教団体   | - 神道政治連盟：神社の政治団体。かつて、会長を務めた初代国民新党・党首綿貫民輔の関係で一部が支持。綿貫落選後は自民支持へ。 |

## 役職

### 歴代国民新党代表一覧
| 代 | 代表 | 代表       | 期 | 就任日        | 退任日        |
| -- | ---- | ---------- | -- | ------------- | ------------- |
| 1  |      | 綿貫民輔   | 1  | 2005年8月17日 | 2009年8月31日 |
| 2  |      | 亀井静香   | 2  | 2009年8月31日 | 2012年4月6日  |
| 3  |      | 自見庄三郎 | 3  | 2012年4月6日  | 2013年3月22日 |

### 歴代の役員表
| 代表       | 代表代行 | 幹事長     | 政務調査会長 | 国会対策委員長 | 参議院議員会長 | 就任年月   |
| ---------- | -------- | ---------- | ------------ | -------------- | -------------- | ---------- |
| 綿貫民輔   | 亀井静香 | 亀井久興   | 紺谷典子     |                |                | 2005年8月  |
| 綿貫民輔   | 亀井静香 | 亀井久興   |              | 亀井久興       | 2006年         |            |
| 綿貫民輔   | 亀井静香 | 亀井久興   | 自見庄三郎   | 糸川正晃       | 亀井郁夫       | 2007年8月  |
| 亀井静香   | （空席） | 自見庄三郎 | 下地幹郎     | 下地幹郎       | 亀井郁夫       | 2009年9月  |
| 亀井静香   | （空席） | 自見庄三郎 | 森田高       | 下地幹郎       | 亀井郁夫       | 2010年2月  |
| 亀井静香   | （空席） | 下地幹郎   | 森田高       | 下地幹郎       | 亀井郁夫       | 2010年6月  |
| 亀井静香   | （空席） | 下地幹郎   | 亀井亜紀子   | 下地幹郎       | 自見庄三郎     | 2010年9月  |
| 自見庄三郎 | 下地幹郎 | 下地幹郎   | 浜田和幸     | 中島正純       | 自見庄三郎     | 2012年4月  |
| 自見庄三郎 | 浜田和幸 | 下地幹郎   | 浜田和幸     | 平山泰朗       | 自見庄三郎     | 2012年10月 |
| 自見庄三郎 | 森田高   | 浜田和幸   | 野間健       | 野間健         | 自見庄三郎     | 2012年12月 |
| 自見庄三郎 | 浜田和幸 | 浜田和幸   | 野間健       | 野間健         | 自見庄三郎     | 2013年1月  |
| 自見庄三郎 | 浜田和幸 | 浜田和幸   | （空席）     | （空席）       | 自見庄三郎     | 2013年3月  |

### 過去の政権ポスト
- 2009年9月16日・鳩山内閣
  - 国務大臣
    - 内閣府特命担当大臣（金融）・郵政改革担当大臣 - 亀井静香

  - 副大臣
    - 経済産業副大臣 - 松下忠洋

  - 政務官
    - 総務大臣政務官 - 長谷川憲正
- 2010年6月8日・菅内閣
  - 国務大臣
    - 内閣府特命担当大臣（金融）・郵政改革担当大臣 - 亀井静香【 - 2010年6月11日】、自見庄三郎【2010年6月11日 - 】

  - 副大臣
    - 経済産業副大臣 - 松下忠洋

  - 政務官
    - 総務大臣政務官 - 長谷川憲正
- 2010年9月17日・菅第一次改造内閣
  - 国務大臣
    - 内閣府特命担当大臣（金融）・郵政改革担当大臣 - 自見庄三郎

  - 副大臣
    - 経済産業副大臣 - 松下忠洋

  - 政務官
    - 総務大臣政務官 - 森田高
- 2011年1月14日・菅第二次改造内閣
  - 国務大臣
    - 内閣府特命担当大臣（金融）・郵政改革担当大臣 - 自見庄三郎

  - 副大臣
    - 経済産業副大臣 - 松下忠洋

  - 政務官
    - 総務大臣政務官 - 森田高

  - 内閣総理大臣補佐官
    - 内閣総理大臣補佐官（内閣の重要政策全般担当） - 亀井静香
- 2011年9月2日・野田内閣
  - 国務大臣
    - 内閣府特命担当大臣（金融）・郵政改革担当大臣 - 自見庄三郎

  - 副大臣
    - 経済産業副大臣 - 松下忠洋

  - 政務官
    - 総務大臣政務官 - 森田高
    - 外務大臣政務官 - 浜田和幸
- 2012年1月13日・野田改造内閣
  - 国務大臣
    - 内閣府特命担当大臣（金融）・郵政改革担当大臣 - 自見庄三郎

  - 副大臣
    - 経済産業副大臣 - 松下忠洋【 - 2012年2月10日】
    - 復興副大臣兼内閣府副大臣 - 松下忠洋【2012年2月10日 - 】

  - 政務官
    - 総務大臣政務官 - 森田高
    - 外務大臣政務官 - 浜田和幸
- 2012年6月4日・野田第2次改造内閣
  - 国務大臣
    - 内閣府特命担当大臣（金融）・郵政民営化担当大臣 - 松下忠洋【 - 2012年9月10日】

  - 政務官
    - 総務大臣政務官 - 森田高
    - 外務大臣政務官 - 浜田和幸
- 2012年10月1日・野田第3次改造内閣
  - 国務大臣
    - 内閣府特命担当大臣（防災）・郵政民営化担当 - 下地幹郎

  - 政務官
    - 総務大臣政務官 - 森田高
    - 外務大臣政務官 - 浜田和幸
    - 環境大臣政務官 - 中島正純

## 収入

### 政党交付金
- 2006年 - 2億6600万円
- 2007年 - 3億2940万3000円
- 2008年 - 3億8395万5000円
- 2009年 - 4億2950万4000円
- 2010年 - 3億9720万3000円
- 2011年 - 3億9571万6000円
- 2012年 - 4億4254万3000円

## 党勢の推移

### 衆議院
| 選挙         | 当選/候補者 | 定数 | 得票数（得票率） | 得票数（得票率） | 備考                |
| 選挙         | 当選/候補者 | 定数 | 選挙区           | 比例代表         | 備考                |
| ------------ | ----------- | ---- | ---------------- | ---------------- | ------------------- |
| （結党時）   | 3/-         | 480  |                  |                  | 正式には0。下記参照 |
| 第44回総選挙 | 4/12        | 480  | 432,679(0.64%)   | 1,183,073(1.74%) |                     |
| 第45回総選挙 | 3/18        | 480  | 730,570(1.04%)   | 1,219,767(1.73%) | 死去-1              |
| 第46回総選挙 | 1/3         | 480  | 117,185(0.1%)    | 70,847(0.1%)     |                     |

### 参議院
| 選挙           | 当選/候補者 | 非改選 | 定数 | 得票数（得票率） | 得票数（得票率） | 備考 |
| 選挙           | 当選/候補者 | 非改選 | 定数 | 選挙区           | 比例代表         | 備考 |
| -------------- | ----------- | ------ | ---- | ---------------- | ---------------- | ---- |
| （結党時）     | 2/-         | -      | 242  |                  |                  |      |
| 第21回通常選挙 | 2/23        | 2      | 242  | 1,111,005(1.87%) | 1,269,209(2.15%) |      |
| 第22回通常選挙 | 0/7         | 3      | 242  | 167,555(0.29%)   | 1,000,036(1.71%) |      |

- 当選者に追加公認は含まず。追加公認には会派に加わった無所属を含む。
- 国民新党結党は衆議院解散後なので、形式的には結党時の所属衆議院議員は0。ここでは、解散時に議員で、結党に参加した人数を議席数とした。
- 追加公認は 2 国会議員会派別議員数の推移（召集日ベース）（衆議院、2000年〜2006年）、(2) 参議院（2000年〜2006年）にある、選挙直後の国会召集日の会派所属者数から判断した。

### 国会議員及び党員の入党・離党
- 2005年
  - 8月23日 自由民主党を離党した津島恭一前衆議院議員が入党。
  - 8月24日 長谷川憲正参議院議員が離党（新党日本へ移籍）。
  - 9月12日 長谷川憲正参議院議員が復党（9月11日付けで新党日本を離党）。
  - 12月 自由民主党を除名された亀井郁夫参議院議員が入党。
- 2006年
  - 7月 自由民主党を離党していた後藤博子参議院議員が入党。
  - 7月 新党日本を離党していた小林興起が入党。(2008年に離党し、後に民主党入党。)
- 2008年
  - 9月 政党そうぞう前代表の下地幹郎衆議院議員が入党。
  - 12月 無所属の森田高参議院議員が入党。
- 2009年
  - 7月21日 衆議院解散に伴い糸川正晃前衆議院議員が離党、民主党へ移籍。
- 2010年
  - 2月 自由民主党を離党していた吉村剛太郎参議院議員が入党。
- 2011年
  - 9月 民主党を離党していた中島正純衆議院議員が入党。
  - 12月29日 自由民主党を離党していた浜田和幸参議院議員が入党。
- 2012年
  - 4月 消費税増税法案の扱いをめぐって亀井静香、亀井亜紀子が離党。
  - 9月 松下忠洋死去。
  - 10月 民主党を離党し、国民新党と統一会派を組んでいた平山泰朗が入党。
  - 11月平山泰朗が離党。減税日本・反TPP・脱原発を実現する党に入党。
- 2013年
  - 1月 森田高が離党。
  - 2月
    - 22日 下地幹郎が離党。
    - 27日 野間健が離党。

  - 3月
    - 22日 国民新党解党。代表の自見庄三郎と、代表代行兼幹事長の浜田和幸は無所属に。

### 地方議会
- 地方議員：1人
  - 都道府県議会：1人（沖縄県議会）
  - 市区町村議会：0
- 政党支部数:87(2012年1月現在)

### 政党収入額
- 2010年 - 14億9,506万円

## その他

### 4コマ
2005年の党結成直後、党の公式サイト開設に伴い総選挙に向けて国民に対し自分たちの政策をわかりやすく広める意図で書かれた無署名（著作者不明）の4コマ漫画3本が置かれていた。その内容は、ヒトラーになぞらえたと思しき小泉首相、悪代官に扮し「小泉屋」から「山吹色のお菓子」を受け取る金正日、綿貫代表の顔をした太陽（童話「北風と太陽」のパロディ）などが登場するもので、そのシュールな内容により4コマ漫画の内容を揶揄する話題やコラージュ作品が電子掲示板等で取り上げられる。掲載当初はセリフの「紋所」が「絞所」と誤記されていたがすぐに訂正され、同時に一部のコマの絵柄も変更された。選挙終了後にこの4コマは削除されていたが、2007年に設置された「過去の4コマ」のページで再掲載されていた。しかし、2012年4月末日現在では再び跡形もなく抹消されている。
高信太郎の4コマ「ふざけるな!喝!」も2007年6月より不定期で掲載されていた。

### bizドメイン
結党時に開設した「国民新党（国民）ホームページ」が、通常はビジネスサイトなどに用いるbizドメイン(www.kokumin.biz) であったため、当時話題となった。なお、国民新党ホームページは2006年3月にor.jpドメイン(www.kokumin.or.jp) に移行した。

### 広報活動
亀井静香を始め個性の強い政治家が不慣れな選挙対策パフォーマンスを誇示することで注目を集めている。地方議会では小林興起政治経済塾出身者より坪井恵美・倉田麗華ら認識効果の高いキャラクター性を持つ議員を輩出したが同塾の主宰者である小林興起自身は国民新党を離れている。
2007年5月から、参院選へ向けてのテレビCMを放送した。代表代行・亀井静香が、川内康範が作詞・作曲の「おかあさん」を党のテーマソングとして歌い、綿貫代表が指揮をするという内容であるが、亀井のレコーディングに際しては一度レコーディングが済んだものに対し、川内康範が「歌になっていない」と酷評。再レコーディングとなり、亀井は幾度となくダメ出しされたが、後にOKとなる。

### 全国縦断リレーマラソン
2007年6月2日より、7月の参院選に向け所属国会議員や参院選候補者らが走りながら各地で政策を訴える「全国縦断リレーマラソン」を実施した。最初のランナーは2日正午に、北海道・宗谷岬と沖縄県・摩文仁の丘を出発。選挙告示後もリレーは続けられ、投票前日の7月28日に東京有楽町マリオンでゴールする。
もっとも、夏の暑い時期とあり実際に走るのは区間の一部で、移動には車も利用。当時80歳の綿貫代表は7月11日に東京都内で特別日程として開催された街頭パレードに参加した。

### 国民新党結党の遠因
『自民党幹事長』（浅川博忠著、講談社文庫）によると綿貫民輔初代代表曰く「新党までとは思わなかったが勉強会事務局長として私を助けてくれた島根の亀井久興が無所属では復活当選できない。彼を救済するための国民新党なのだよ」とのことである。現に2005年の第44回衆議院議員総選挙で、綿貫民輔・亀井静香は小選挙区で当選した（綿貫民輔は富山県第3区、亀井静香は広島県第6区）が、亀井久興は島根県第2区で自由民主党公認の竹下亘に破れ、重複立候補していた比例代表中国ブロックでの復活当選を果たす。しかし2009年の第45回衆議院議員総選挙では協力関係にあった民主党の議席は大幅に増加し、亀井久興は前回よりも得票数を大幅に伸ばしたものの（島根県第2区では民主党・社民党公認候補は立候補していないため、亀井久興は事実上当時の野党統一候補）、またも竹下亘に破れ、重複立候補していた比例代表での復活当選もならなかった（代表の綿貫民輔は比例代表区のみで立候補し落選・政界引退）。島根県では2002年の小選挙区区割見直しで、3つあった選挙区を2つに減らし、旧島根県第2区選出の竹下亘と旧島根県第3区選出の亀井久興の選挙協力が不可欠となっていた（亀井久興は1996年と2000年に行われた旧島根県第3区での衆議院総選挙で自民党公認候補として他の候補を寄せ付けないほどの得票を得て圧勝）。2003年の第43回衆議院議員総選挙では竹下亘が島根県第2区から、亀井久興は自由民主党中国ブロック比例単独候補として立候補し、2人とも当選していた。綿貫民輔が浅川博忠に語ったことが事実であれば、2002年の小選挙区区割見直しが国民新党結党の遠因と考えられる。